# Troglohyphantes delmastroi
Troglohyphantes delmastroi este o specie de păianjeni din genul Troglohyphantes, familia Linyphiidae, descrisă de Carlo Pesarini în anul 2001.
Este endemică în Italia. Conform Catalogue of Life specia Troglohyphantes delmastroi nu are subspecii cunoscute.